# اچ‌ام‌اس اکتیو (اچ۱۴)
اچ‌ام‌اس اکتیو (اچ۱۴) (به انگلیسی: HMS Active (H14)) یک کشتی بود که طول آن ۹۸٫۴۰ متر (۳۲۳ فوت) بود. این کشتی در سال ۱۹۲۹ ساخته شد.